# Federația Letonă de Fotbal
Federația Letonă de Fotbal (în letonă Latvijas Futbola federācija pronunțatⓘ; LFF [ˌelːefˈefː] ⓘ) este forul conducător oficial al fotbalului în Letonia, cu sediul în capitala Riga. Este afiliată la FIFA din 1922 și la UEFA din 1992. Forul organizează Virslīga, ligile inferioare și Echipa națională de fotbal a Letoniei. LFF a devenit membru FIFA în 1922, dar datorită anexării Letoniei de către URSS aceasta a fost desființată. A devenit membru din nou din 1992.

## Președinți
- Vladimirs Ļeskovs (1990–1995)
- Modris Supe (1995–1996)
- Guntis Indriksons (1996–2018)
- Kaspars Gorkšs (2018–2019)
- Vadims Ļašenko (2020 - present)